# Nacho Faerna
Nacho Faerna García-Bermejo (Madrid, 3 de setembre de 1967) és un escriptor i guionista de cinema i televisió espanyol.
Després de llicenciar-se en Ciències de la Informació per la Universitat Complutense de Madrid, va participar en un taller d'escriptura cinematogràfica organitzat per la Universitat de Califòrnia en Los Angeles (UCLA) i va completar la seva formació acadèmica amb un Màster en Escriptura de guions cinematogràfics per la Universitat Autònoma de Madrid, impartit, entre d'altres, per José Luis Borau.
Faerna és autor del guió de La mujer más fea del mundo (1999), primer llargmetratge dirigit per Miguel Bardem, mb qui ja havia col·laborat anteriorment com a guionista del curtmetratge La mare, protagonitzat per Pilar i Javier Bardem i guardonat amb el Goya al Millor Curtmetratge de Ficció de 1996.
És el creador de la sèrie de televisió La fuga (Telecinco), de la qual també va ser guionista i productor executiu. Va exercir totes dues funcions en les minisèries La piel azul (Antena 3) i El asesinato de Carrero Blanco (TVE/EtB), i en la sèrie El Comisario (Telecinco). Entre els seus treballs com a guionista per a televisió destaquen Amar en tiempos revueltos (TVE), El súper. Historias de todos los días (Telecinco) i Inocente, Inocente (FORTA).
A més dels seus treballs per al cinema i la televisió, Nacho Faerna ha escrit dues novel·les: Quieto (que va ser finalista del Premi Tigre Juan 2001 a la millor òpera prima de narrativa) i Bendita democracia americana (2004), ambdues publicades per Ediciones B. També és autor d'un llibre per nens titulat Olvídate de subir a los árboles (2004), publicat per Edebé.
En desembre de 2014 estrena Prim, el asesinato de la calle del Turco a TVE com a productor executiu i guionista -signat al costat de Virginia Yagüe- produïda per Shine Iberia, on exerceix la direcció de ficció en l'actualitat. Aquest mateix any apareixeria en paper una novel·la del mateix títol.